# Арчер (населённый пункт)
Арчер-Ривер (англ. Archer River) — населённый пункт и территория в графстве Кук, штат Квинсленд, Австралия. Население — 22 человека (2016 год). Своё название населённый пункт получил от протекающей в этом регионе реки Арчер.

## География
Населённый пункт расположен в центральной части полуострова Кейп-Йорк в 450 километрах от Куктауна (центр РМС). К юго-западу находится национальный парк Ояла-Тумотанг (Мунгкан-Канджу).

## Население
По данным переписи 2016 года, население Арчера составляло 22 человека. Из них 54,5 % жителей были мужчины, а 45,5 % — женщины. Средний возраст населения составил 51 год.